# 1914年の航空
< 1914年
1913年の航空 - 1914年の航空 - 1915年の航空

## 航空に関する出来事
- 1914年 - ロシアの巨人機、スヴャトゴールの製作が開始された。
- 1914年 - ロシアのパイロット、ヤン・ナグルスキが北極探検隊の捜索のために極地飛行を行う。

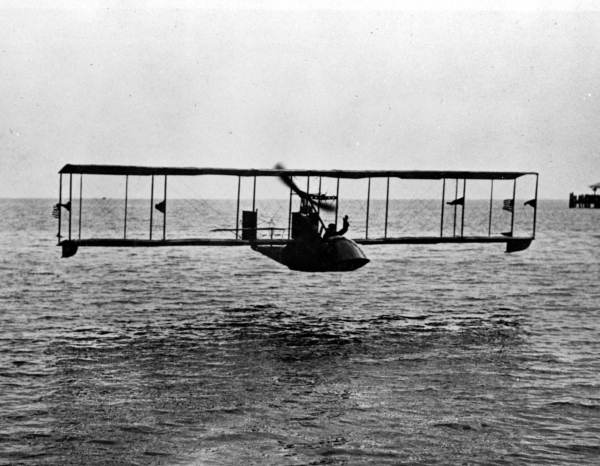
ベノイストXIV

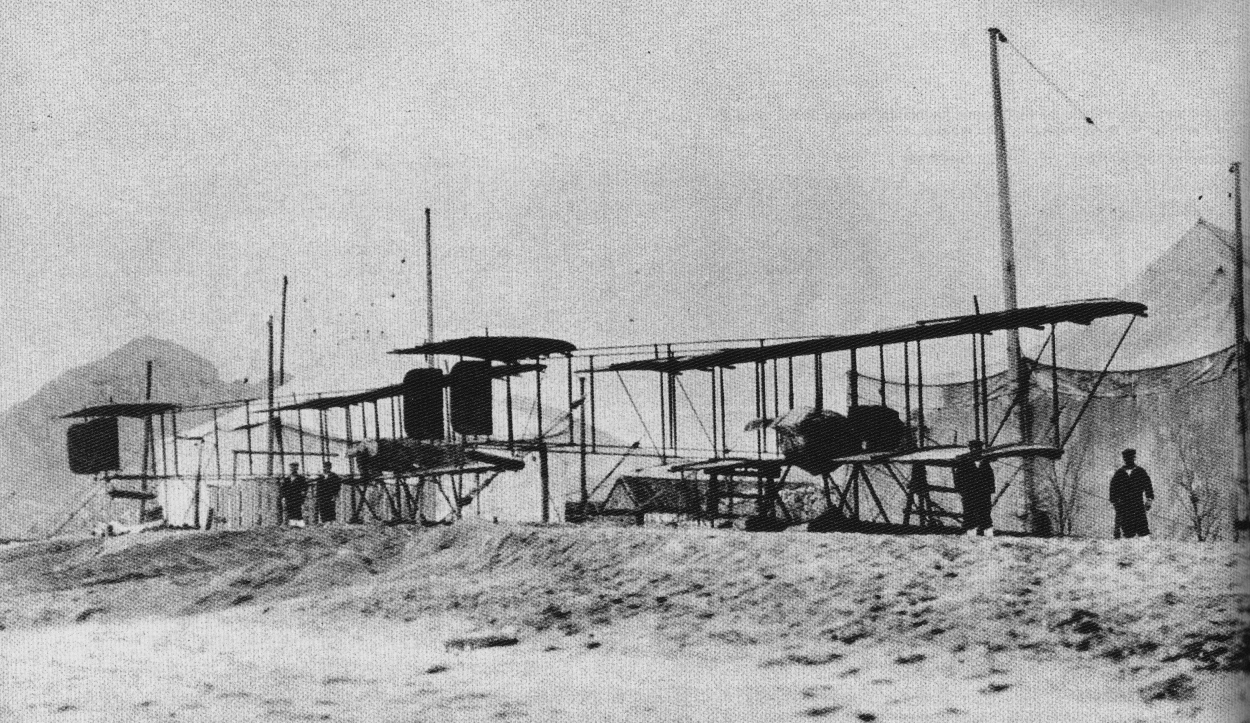
日本海軍の「若宮丸」所属のファルマン水上機

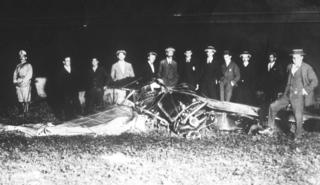
ホルヘ・ニューベリーの事故の様子

- 1月1日 - アメリカ合衆国のフロリダ州セントピーターズバーグとタンパの間の約35kmほどを20分で、タンパ湾を横断する日2便の定期航空路が開かれた。使用機はベノイストXIV、パイロットはトニー・ジャニュス。
- 3月1日 - アルゼンチンのパイロット、ホルヘ・ニューベリーが墜落事故で死亡した。
- 4月20日 - 第2回シュナイダー・トロフィー・レースが行われる。優勝はハワード・ピクストンの操縦する英国のソッピース タブロイド機。
- 4月20日 - メキシコのタンピコでメキシコ兵がアメリカ兵を拘束したことから始まった紛争（タンピコ事件）に、ジョン・ヘンリー・タワーズが率いる航空隊が出動した。4月25日の、ベラクルス占拠に偵察活動を行い、アメリカ海軍航空隊初の実戦参加となった。
- 6月13日 - 日本の帝国飛行協会主催の第1回民間飛行競技会が大阪で開かれる。滞空時間の1位は坂本寿一の31分22秒で、高度部門では荻田常三郎が高度2,003ｍを記録し1位になった。
- 7月1日 - RFCの海軍ウィングと海軍陸戦部門の一部から、イギリス海軍航空隊が創設された。
- 7月28日 - 第一次世界大戦が始まる。
- 7月30日 - ノルウェーのパイロット、トリグヴェ・グランがブレリオ XI-2単葉機、"Ca Flotte"号で、北海を越えて、スコットランドからノルウェーまでの465 kmを4時間10分かけて飛行し、北海を越えた最初のパイロットとなった。
- 8月26日 - ロシアのパイロット、ピョートル・ネステロフがモラーヌ・ソルニエ単葉機で、オーストリア軍の偵察機アルバトロスB.IIを墜すために主脚を敵機に衝突させようとしたがプロペラが敵機に当たり2機は墜落した。
- 9月5日 - 日本海軍の金子養三、井上二三雄、武部鷹雄がファルマン水上機で青島のドイツ基地を偵察した。翌日、和田秀穂、飯倉貞造も出撃した。日本海軍最初の実戦飛行である。
- 9月か10月 - 日本陸軍、青島のドイツ軍要塞を爆撃。
- 9月9日 - イギリス郵政省の初の公式エアメールをグスターブ・ヘィメルがヘンドン飛行場からウィンザーの間の21マイルをブレリオ機で10分かけて運んだ。
- 10月5日 - フランス軍のJoseph FrantzとLouis Quenaultの搭乗したヴォアザンIIIがドイツ軍のアヴィアティク B.IIを機銃で撃墜した。
- 12月 - パラグアイのパイロット、シルビオ・ペッティロッシがパラグアイ飛行クラブを設立し会長となった。
- 12月 - 最初から水上機母艦として進水したイギリスのアーク・ロイヤルが就役した。

## 1914年に初飛行した機体の画像

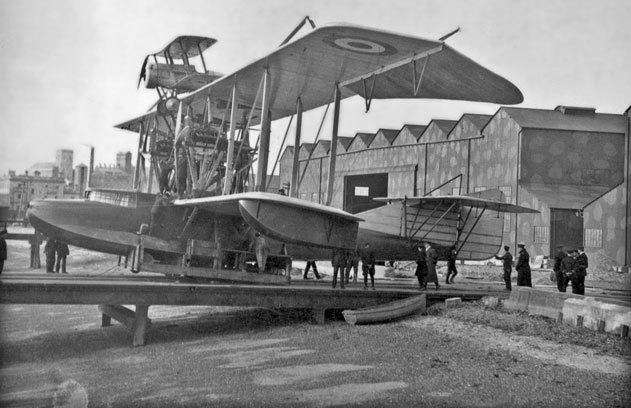
ブリストル スカウト(上部) （2月23日）
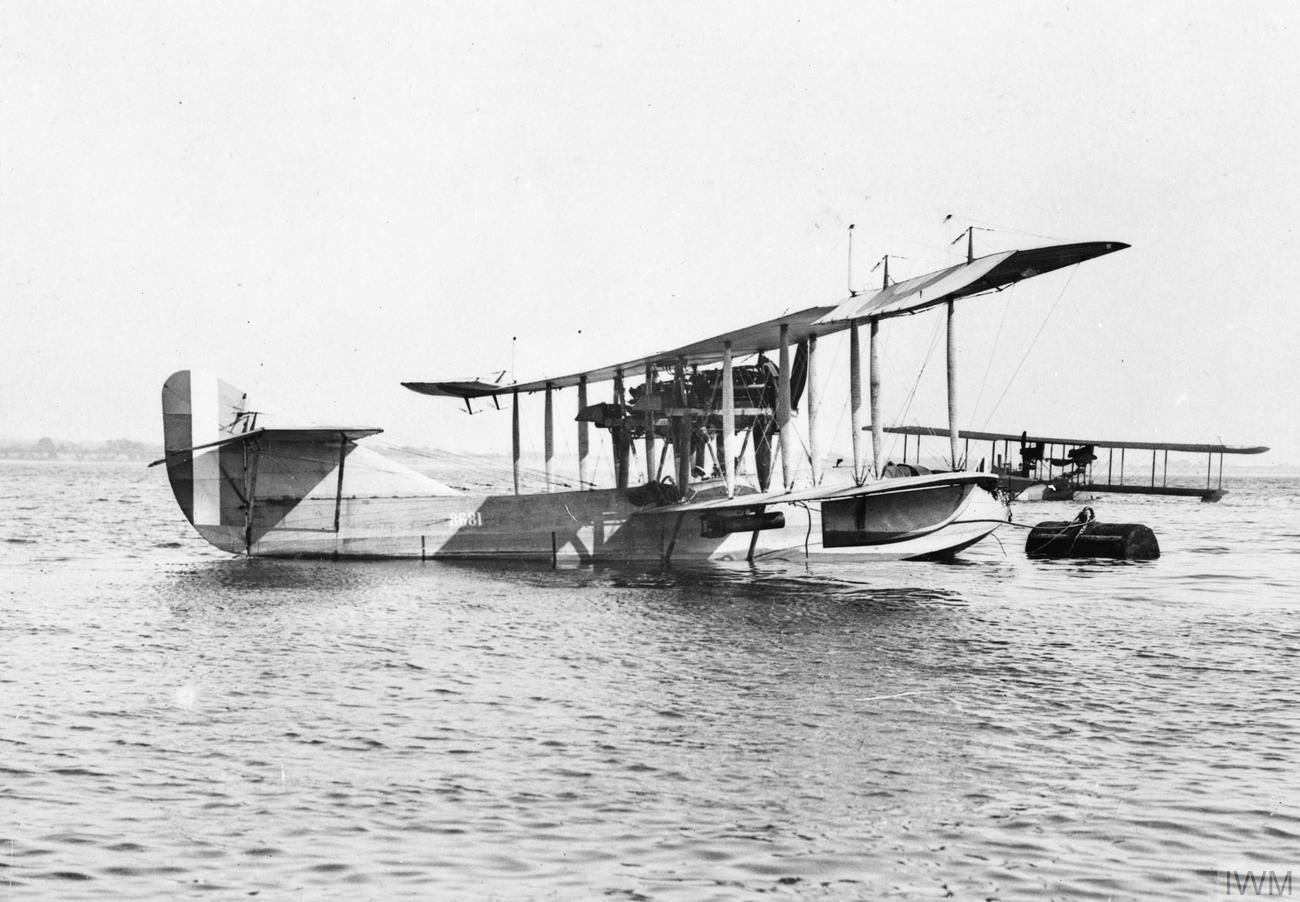
カーチスH （6月）
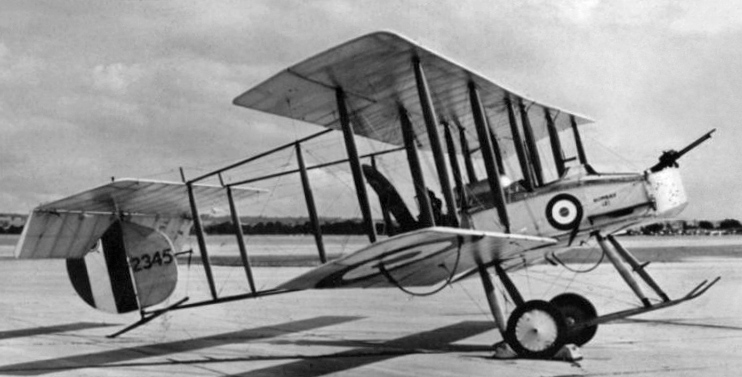
ビッカース F.B.5 （7月17日）

## 1914年の航空のデータ
| 国名           | 飛行船保有数 | 飛行機保有数 | 軍飛行士数 | 民間飛行士数 |
| -------------- | ------------ | ------------ | ---------- | ------------ |
| ドイツ         | 23           | 500          | 200        | 700          |
| フランス       | 15           | 700          | 400        | 1200         |
| イタリア       | 14           | 150          | 100        | 200          |
| イギリス       | 7            | 200          | 200        | 450          |
| ロシア         | 13           | 300          | 120        | 250          |
| オーストリア   | 4            | 150          | 150        | -            |
| アメリカ合衆国 | 3            | 240(民750)   | 24         | 300          |
| 中国           | 0            | 12           | 26         | -            |
| 日本           | 1            | 14           | 24         | 10+          |

- 日本のデータは海軍を除く

（出典：『飛行の夢』：和田博文:藤原書店:2005年- 『航空論叢』帝国飛行協会1914年）